# Calamagrostis nivicola
Calamagrostis nivicola là một loài thực vật có hoa trong họ Hòa thảo. Loài này được (Hook.f.) Hand.-Mazz. mô tả khoa học đầu tiên năm 1936.